# 古丹別站

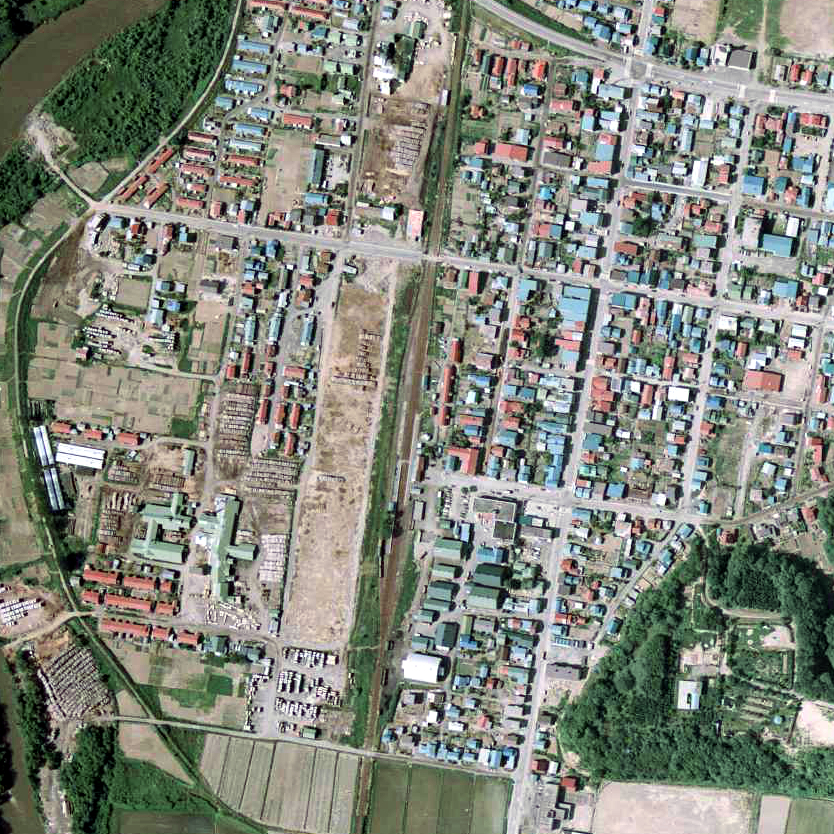
1977年的古丹別站與方圓約750米範圍。上方為羽幌方向。當時還有站內平交道和相對式月台。曾經車站後方設有一些側線。除了一條副本線外，其他路軌均已經撤走，長滿了草。車站後方設有由營林署管轄的大型堆場，但是很少使用。在堆場對面設有住宅區和木材工場。曾經該站設有古丹別森林鐵道的路軌遺跡，路線向北延伸。森林鐵道會在古丹別市區的北邊轉向東邊。

古丹別站（日语：／ Kotambetsu eki */?）是位於北海道苫前郡苫前町字古丹別，日本國有鐵道（國鐵）的羽幌線車站（廢站）。隨著羽幌線廢線，車站在1987年（昭和62年）3月30日廢除。
在1986年（昭和61年）10月前行走的急行「羽幌」停靠此站。

## 歷史
- 1931年（昭和6年）
  - 8月15日 - 鐵道省留萠線鬼鹿站至此站之間開通，此站啟用[2]。當時為一般車站[1]。
  - 10月10日 - 留萠站至此站之間的區間從留萠線分離，路線名改為羽幌線，成為羽幌線車站。
- 1932年（昭和7年）9月1日 - 此站至羽幌站之間開通，成為中途站。
- 1949年（昭和24年）6月1日 - 日本國有鐵道成立，成為日本國有鐵道車站。
- 1982年（昭和57年）3月29日 - 結束處理貨物[1]。
- 1984年（昭和59年）2月1日 - 結束處理行李[1]。
- 1987年（昭和62年）3月30日 - 羽幌線全線廢除，此站也廢除[1]。

## 車站構造
截至車站廢除前，車站是一座地面車站，設有2面2線的混合式月台（單式月台、島式月台（只使用單邊））。當時可進行列車交會。車站大樓一方月台中央與島式月台北邊之間設有站內平交道連接。靠近車站大樓一方的是單式月台（東邊），該月台是上行1號月台。月台上設有候車室島式月台（西邊）是下行2號月台。島式月台外邊設有1條側線。在1號月台靠近留萌一方設有分支，連接車站大樓南邊的貨物月台（缺角式月台）和2條貨物側線。
此站是職員配置站，車站大樓位於站內東邊，鄰接單式月台中央部分。

## 站名的由來
車站名稱取自地名。地方名「古丹別」源自阿伊努語的「コタン・ペッ→コタンベツ」（wen pira），其意思是村落、川。

## 使用狀況
- 在1981年度（昭和56年度），1日的上下車人次為482人[3]。

## 車站周邊
- 北海道道437號羽幌原野古丹別停車場線（日语：北海道道437号羽幌原野古丹別停車場線）、北海道道1049號苫前小平線（日语：北海道道1049号苫前小平線）
- 國道232號（日语：国道232号）（天賣國道/日本海奧羅龍線（日语：日本海オロロンライン））
- 羽幌警署（日语：羽幌警察署）古丹別駐在所
- 古丹別郵局
- 留萌信用金庫（日语：留萌信用金庫）古丹別分店
- 北海道苫前商業高等學校（日语：北海道苫前商業高等学校）
- 苫前町立古丹別中學
- 苫前町立古丹別小學
- 古丹別綠丘公園
- 古丹別川
- 三毛別川

## 現況

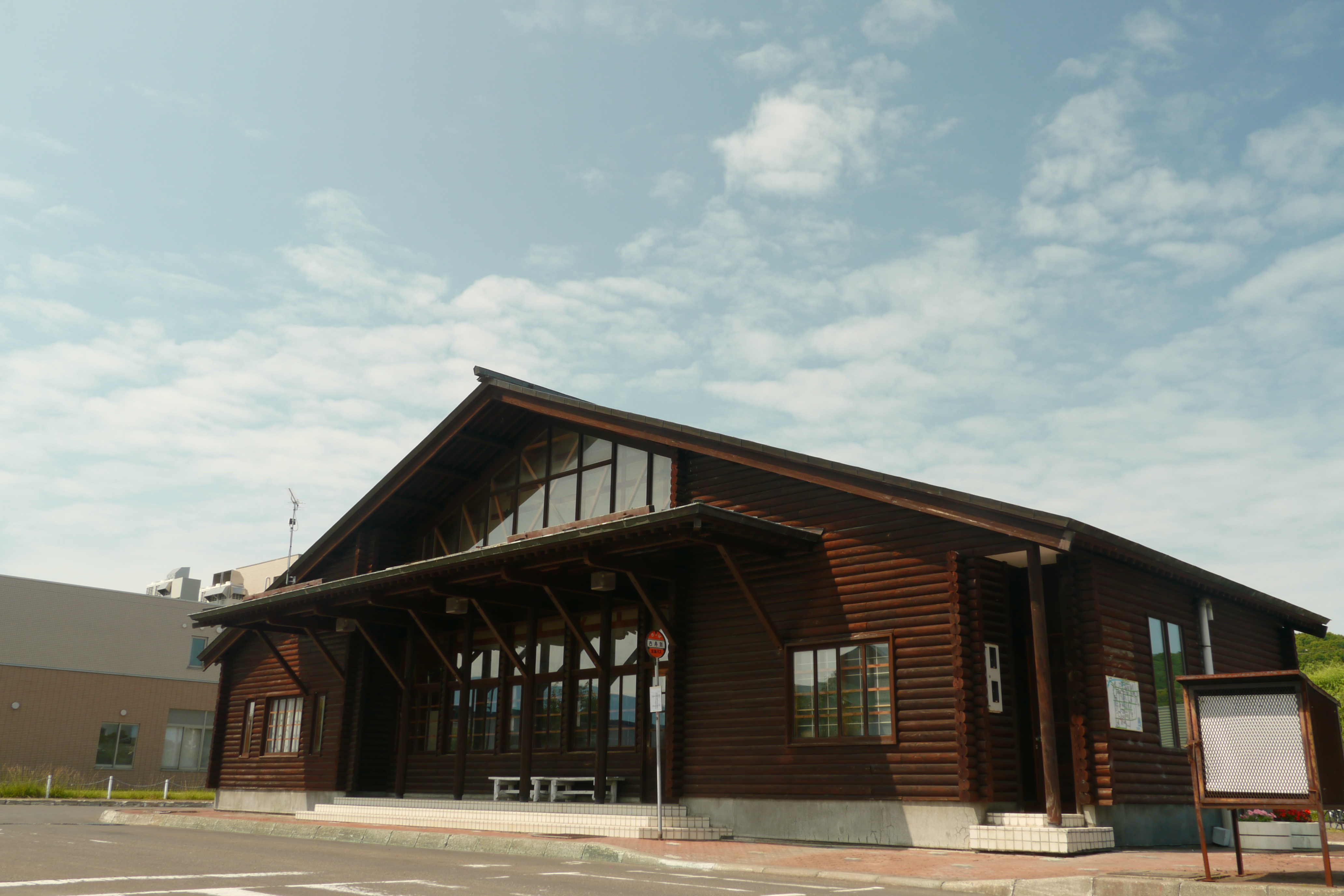
古丹別站遺址（2011年7月27日）

舊站變成了沿岸巴士的古丹別巴士總站。車站大樓已經拆毀，然後建設了候車室（轉為巴士服務）。此外，車站遺址建設了JA北海道厚生連 苫前厚生診所和苫前町公民館等設施。

## 古丹別森林鐵道
在1902年（明治35年）起，為了運送森林資源，從農道改為林道，運輸主力是使用馬橇，只於冬季積雪時期使用，因此很少使用。在1938年（昭和13年）起，帝室林野局羽幌出張所提出建設森林鐵路（古丹別線），當時開始進行收地。在1939年（昭和14年）開始建設鐵路。在羽幌線古丹別站附近設置了4.32公頃的木材場。在戰後，各線開始延長至深處。在1961年（昭和36年），由於開始貨車運送而廢除。

### 歷史
- 1940年（昭和15年） - 古丹別線12公里路段竣工。
- 1943年（昭和18年） - 三毛別線竣工。
- 1947年（昭和22年） - 由旭川營林局古丹別營林署接管。
- 1950年（昭和25年）後 - 向深處開發，各線延長。
- 1955年（昭和30年） - 古丹別線總延長39公里，三毛別線總延長27公里。
- 1958年（昭和33年） - 1961年（昭和36年） - 各線廢除，依次序轉換為貨車服務。

### 路線
- 古丹別線（39公里）

從古丹別站前往古丹別川上流（霧立地區）。
- 三毛別線（27公里）

從古丹別線分支前往三毛別川上流（三渓地區）。又稱「三毛別森林鐵道」。

### 車輛
截至1957年（昭和32年），所有機車都是柴油機車，5噸車5架，7噸車2架，共有7架。另一方面，在1958年（昭和33年）的資料中，設有5噸車10架，7噸車2架，共有12架。
- B5t柴油機車 1943年加藤製　2架
- B5t柴油機車 1952,53年協三製　4架
- B5t柴油機車 1953,54年酒井製　3架
- B-B5t柴油機車 1953年酒井製　1架
- B7t柴油機車 1956年酒井製　2架

## 相鄰車站
日本國有鐵道
羽幌線
力晝－（番屋之澤臨時乘降場）－古丹別－上平

## 注腳
1. 1 2 3 4 5 6 7  石野哲（編）. . JTB. 1998: 871. ISBN 978-4-533-02980-6 （日语）.
2. ↑  《官報》 1931年08月08日 鉄道省告示第186号 （页面存档备份，存于）（日語）（國立國會圖書館）
3. 1 2 3  宮脇俊三 (编). . 原田勝正. 小學館. 1983-07: 200. ISBN 978-4093951012 （日语）.
4. ↑  工藤裕之. . 北海道新聞社. 2011-12: 72. ISBN 978-4894536197 （日语）.
5. ↑  本久公洋. . 北海道新聞社. 2011-09: 215. ISBN 978-4894536128 （日语）.
6. ↑  旭川営林局 (编).  1. 1960-12. ASIN B000JAL12C （日语）.
7. ↑  小熊米雄. . 北海道大學農學部 演習林研究報告 (北海道大學農學部演習林). 1959-07, 20 (1) （日语）.

## 外部連結
- 羽幌線廢線跡調査 （页面存档备份，存于）（日語）